# Дорошенко (хутор)
Дорошенко — хутор в Шовгеновском муниципальном районе Республики Адыгея России.
Входит в состав Заревского сельского поселения.

## История
В 1873 — 1874 годах здесь были отмежеваны участки земли общей площадью 232 десятины юнкеру Урусбию Шугурову и князю Аслан-Беку Болотокову. 
К 1882 году эти земли купил губернский секретарь Игнатов, здесь уже тогда располагался хутор его имени в 12 дворов с 56 жителями. Затем он стал распродавать земли по частям, в 1888 г.
пять семей поселенцев выкупили земли у губернского секретаря Игнатова.
К началу XX века земли отошли Афанасию Белоконеву, Гордею и Самуилу Рыбиным, Ефиму Ивановичу Дорошенко, Терентию Хандакову (Хандаченко) и братьям Кравченко: Власу, Тимофею, Алексею, Даниилу и Никифору, а также Михаилу Гончарову и Аслангирею Упчежокову. Последние двое основали отдельные хутора.
Какое-то время в честь того, что земля была куплена навечно, хуторок именовали Вечным, а потом, по жребию, назвали Дорошенко.

## Население
| 2002 | 2010 | 2013 | 2014 | 2015 | 2016 | 2017 |
| ---- | ---- | ---- | ---- | ---- | ---- | ---- |
| 138  | ↗156 | ↘149 | ↘145 | ↗147 | ↘146 | ↗147 |
| 2018 | 2019 | 2020 | 2021 | 2023 | 2024 |      |
| →147 | ↘143 | ↘134 | ↘122 | ↗133 | ↗135 |      |